# 川勝雲堂
川勝 雲堂（かわかつ うんどう、寛文元年（1661年） - 享保15年5月7日（1730年6月21日））は、江戸時代前期 - 中期の俳諧師。

## 来歴・人物
寛文元年（1661年）、京都に生まれた。俳号の「雲堂」は、禅寺で雲水たちが学ぶ僧堂の別称に由来している。「吹松庵」、「甘舎」とも号した。江戸時代の冠句の唱道者である堀内雲鼓に師事した。雲堂自身も冠句を得意とし、主に元禄時代（1688年 - 1704年）に活躍した。京都俳壇の雑俳点者として知られ、『削かけ』、『花の兄』等を編集・執筆している。享保15年（1730年）5月7日、70歳で没した。
ちなみに、元禄時代に「冠句」は隆盛を極めたが、雲鼓の没後しばらく衰微していた。しかし、太田久佐太郎の努力によって、昭和初期に再興なって今日に至っている。